# Otsego Hall

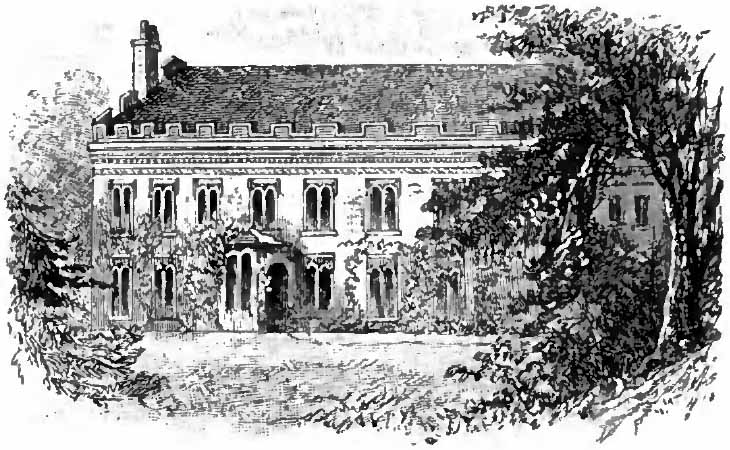
Otsego Hall

Otsego Hall foi uma casa em Cooperstown, Nova Iorque, Estados Unidos. Foi construída por William Cooper, fundador de Cooperstown e pai do escritor James Fenimore Cooper. A construção foi iniciada em 1796 e terminada em 1799. 
Durante muitos anos foi o solar das posses de William, e a mais espaçosa residência privada da região central do estado de Nova Iorque.
Em Junho de 1834, James reabriu a mansão ancestral, após uma ausência de quase dezasseis anos. A mansão estivera fechada muito tempo e em decadência. Foram iniciadas reparações e a casa foi rapidamente restaurada. James passava os invernos na cidade de Nova Iorque e os verões em Cooperstown, mas acabaria por fazer de Otsego Hall a sua residência permanente. A mansão seria destruída uns anos depois da sua morte devido a um incêndio, e a propriedade vendida pelos seus herdeiros. 
A sua filha Susan Fenimore Cooper construiu a sua casa em Cooperstown com alguns tijolos e materiais das ruínas de Otsego Hall.